# Лудвика (коммуна)
Лудви́ка (северносаам. Ludvika) — город и одноимённая коммуна в южной части провинции Даларна, Швеция. Город Лудвика расположен большей частью в пределах коммуны Лудвика. Лудвика занимает 83-е место среди городов Швеции по численности населения.

## История
В середине XVI века во время поиска серебра в окрестностях нынешней Лудвики были открыты залежи железной руды. Так как Швеции железо было так же нужно как и серебро, король Густав I Ваза распорядился основать крунобрюк (чугунолитейный завод принадлежащий короне) в южной Даларне. Местность подходила для железного производства и потому что вокруг шахт растут густые леса. Для производства древесного угля необходимого для выработки железа из руды, были приглашены финские семьи c условием обмена права проживания на обязанность производить древесный уголь. Для привода машин чугунного завода использовалась протока, имеющая ныне название «Лудвика стрём», которая соединяет озера Весман и Овьре Хиллен. В XVII веке в окрестностях Лудвики открываются производства по переработке железа, что дало существенный толчок увеличению населения Лудвики. В XVIII веке крунобрюк переходит в частные руки. В Лудвике открываются лесопилки и строится плотина. В конце XIX века Лудвика начинает превращаться в центр электротехнического производства и получила железную дорогу (1873 год). В 1919 году Лудвика была признана городом. Сейчас в коммуне Лудвика проживают 25813 жителей по данным на 2011 год. Из них порядка 15000 в городе Лудвика.

## Название
Современное имя Лудвика произошло, согласно основной версии, от Лявикен (Läviken — lä- подветренная сторона и viken- бухта) и впервые упоминалось в 1539 году. Позднее, в XVIII веке, «слишком простое» название было облагорожено, вероятно, под влиянием имени Людвиг.